# Демболенка (Куявсько-Поморське воєводство)
Демболенка (пол. Dębołęka) — село в Польщі, у гміні Пйотркув-Куявський Радзейовського повіту Куявсько-Поморського воєводства.
Населення — 243 особи (2011).
У 1975-1998 роках село належало до Влоцлавського воєводства.

## Демографія
Демографічна структура станом на 31 березня 2011 року:
|          | Загалом | Допрацездатний вік | Працездатний вік | Постпрацездатний вік |
| -------- | ------- | ------------------ | ---------------- | -------------------- |
| Чоловіки | 119     | 30                 | 78               | 11                   |
| Жінки    | 124     | 25                 | 65               | 34                   |
| Разом    | 243     | 55                 | 143              | 45                   |